# Лавров, Алексей Модестович
Алексей Модестович Лавров (3 марта 1887 — 29 июня 1942, иногда также указываются иные даты кончины: 29 мая 1942 или 10 июля 1942) — советский военно-морской деятель, инженерный работник, гидрограф, участник многих арктических экспедиций, главный редактор редакции специального руководства гидрографического управления Военно-морского флота Советского Союза, инженер-контр-адмирал (1940).

## Биография
Родился в семье мастера (по другим данным инженера-судостроителя) Ижорских заводов.
На воинской службе с 1904. В 1900 поступил в Морской кадетский корпус, после окончания которого в 1907 был гардемарином на бронепалубном крейсере «Богатырь», побывав в Англии, Норвегии, Франции, Испании, Греции, Турции, Германии. Затем мичманом служил на миноносцах Балтийского флота. Занимал должность вахтенного офицера эсминца «Амурец» (1908—1910).
С 1911 по 1915 участвовал во всех плаваниях гидрографической экспедиции Северного Ледовитого океана (1910—1915) на борту ледокольного парохода «Таймыр». Во время зимовки вместе с Н. И. Евгеновым впервые описал залив Гафнера на Таймыре, вдающийся в побережье на 40 километров. 3 сентября 1913 был обнаружен архипелагСеверная Земля.
После завершения экспедиции, в годы Первой мировой войны, Лавров служил на Балтийском флоте старшим помощником на эсминце «Уссуриец», в 1917—1918 командовал эсминцем «Молодецкий» и в составе эскадры совершил на нём известный Ледовый поход из Гельсингфорса в Кронштадт. Встав на сторону советской власти, в 1918—1922 служил в Минной дивизии Балтийского моря в качестве начальника дивизиона и командира эсминца «Новик».
С 1922 главный редактор лоций и специальных руководств и пособий, до конца жизни проработал в Гидрографическом управлении ВМФ СССР, без отрыва от службы в 1921—1925 прослушал курс Ленинградского географического института. С 1924 по 1926 возглавляя специальную комиссию по изучению Северного Ледовитого океана. В 1926 руководил ледовой разведкой на ледоколе «Седов» во время Карской экспедиции. Возглавлял восточную экспедицию на ледоколе «Малыгин» по спасению экспедиции на дирижабле генерала Умберто Нобиле в 1928. Участвовал в первом советском разведывательном полёте в Арктике с летчиком Б. Г. Чухновским. Возглавлял Таймырскую гидрографическую экспедицию (1932), изучавшую северо-восточную часть Карского моря и открывшуюКраснофлотские острова. В 1935 году выполнял специальное задание командования в западном секторе Арктики. Осуществлял проводку кораблей Северным морским путём из Ленинграда для усиления Тихоокеанского флота.
В 1941 вместе с Гидрографическим институтом был эвакуирован в Омск. В кратчайший срок наладил выпуск карт для военно-морского флота.
Главный редактор редакции специального руководства гидрографического управления ВМФ СССР.
Скончался от кровоизлияния в мозг, находясь в эвакуации в 1942. Первоначально похоронен на Казачьем кладбище города, затем прах был перенесён на участок Старо-Северного кладбища. В 1987 году на могиле установлен памятник.

### Адрес
Проживал в Омске в доме № 6 по улице Республики (ныне улица Ленина).

### Звания
- Мичман (1908);
- Старший лейтенант (28 июля 1917)[7]
- Инженер-флагман 3-го ранга (2 декабря 1935)[8][9].
- Инженер-контр-адмирал (4 июня 1940)[10].

### Награды
- Орден Трудового Красного Знамени;
- Орден Красной Звезды;
- Юбилейная медаль «XX лет Рабоче-Крестьянской Красной Армии»;
- Орден Святой Анны 3-й степени;
- Орден Святого Станислава 2-й степени.

### Память
Именем А. М. Лаврова названы мыс и остров в море Лаптевых, пролив в Баренцевом море, бухта в Антарктиде, мыс в Карском море:
- Мыс бухты Гафнер-фьорд на северо-западном побережье Таймыра. Описан и нанесен на карту без названия г/э СЛО в 1915 году. Назван советскими гидрографами в 1937 году.
- Мыс и остров в юго-восточной части Северной Земли. Мыс открыт и назван в 1913 году г/э СЛО. Название острова возникло в конце 1940-х годов от названия мыса и было утверждено решением Красноярского крайисполкома в 1952 году.
- Пролив между островами Галля, Вильчека, Сальм и о-вами Хохштеттера арх. ЗФИ. Назван в 1950-е годы советскими гидрографами.
- Бухта Лаврова (Антарктида, Земля Уилкса, 66°30′ ю.ш., 126°57′ в.д., открыта и нанесена на карту в 1958 г., название присвоено не позднее 1965 г.)[11].